# Teresa Manetti

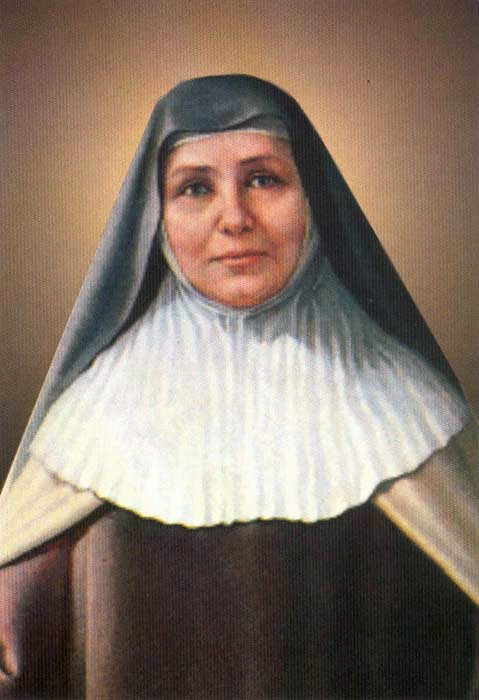
Teresa Manetti

Teresa Adelaide Cesira Manetti (* 2. März 1846 in Campi Bisenzio, Toskana, Italien; † 3. April 1910 in Florenz, Italien) war die Gründerin des katholischen Ordens Suore Carmelitane di S. Teresa di Gesù (Karmeliterschwestern der Heiligen Teresa von Jesus). Sie wurde als Teresa Maria della Croce (Theresia Maria vom Kreuz) seliggesprochen.
Teresa Manetti stammte aus einfachen Verhältnissen. Ihr Vater Gaetano Manetti starb, als sie drei Jahre alt war, und die Familie lebte in der Folge in Armut. Teresa wurde von Familie und Freunden Bettina genannt. 
1865 hatte sie eine Vision von Teresa von Ávila und entschloss sich, deren Beispiel zu folgen. 1874 gründete sie mit zwei Freundinnen einen kleinen Konvent und schrieb sich kurz darauf beim Dritten Theresianischen Orden ein, unterstützt durch Ernesto Jacopozzi, den Kaplan der Kirche von San Martino.
Teresa entschied sich dafür, sich nicht ausschließlich einem kontemplativen und asketischen Leben zu widmen, sondern ihren beginnenden Orden der Welt zu öffnen, wodurch sich ein bemerkenswertes Hilfswerk entwickelte, das sich besonders um die Unterstützung von Waisen kümmerte. Der Orden expandierte rasch, zuerst in der Toskana und dann in ganz Italien. 1887 wurde in San Martino ein neues Kloster mit angebauter Kirche errichtet.
Am 15. Oktober 1903 empfing der Karmeliterorden von Santa Teresa die Approbation durch Papst Pius X. und ist seitdem eine Kongregation päpstlichen Rechts, woraufhin die ersten Konvente im Ausland, in Syrien und Palästina gegründet wurden. 1908 erkrankte Teresa Manetti an einem Uterusfibrom und starb am 23. April 1910. Sie wurde im Konvent von San Martino beerdigt.
Kurz nach ihrem Tod begann der kanonische Prozess, der am 19. Oktober 1986 abgeschlossen wurde, als sie von Papst Johannes Paul II. während seines Besuchs in Florenz seliggesprochen wurde. Ihr Gedenktag ist der 23. April.
Heute leben in diesem Orden, der auch Ordine delle Bettine genannt wird, 240 Schwestern in 25 Häusern in Italien, Brasilien, Tschechien, Libanon und Israel. Ihr besonderes Apostolat sind die Erziehung von Kindern, die Mitarbeit in der Pfarrei und die Mission. Das Generalat befindet sich in Florenz.
Am 7. Dezember 1999 wurde Bettina aufgrund einer Petition der Einwohnerschaft zur Schutzpatronin von Campi Bisenzio ernannt. 